# Stefano della Bella
Stefano Della Bella (Firenze, 18 maggio 1610 – Firenze, 12 luglio 1664) è stato un incisore italiano.

## Biografia

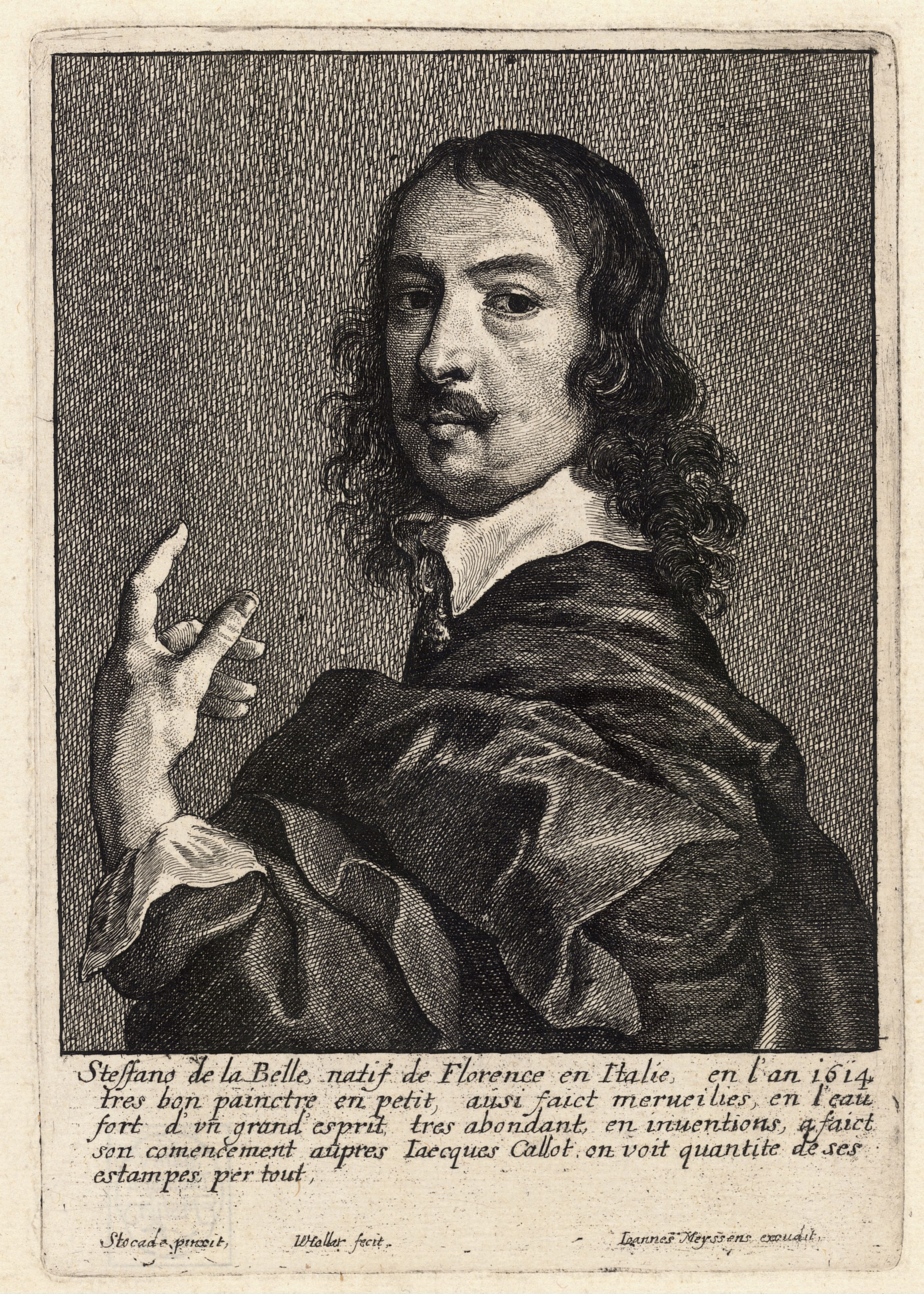
Della Bella, incisione di Wenceslas Hollar

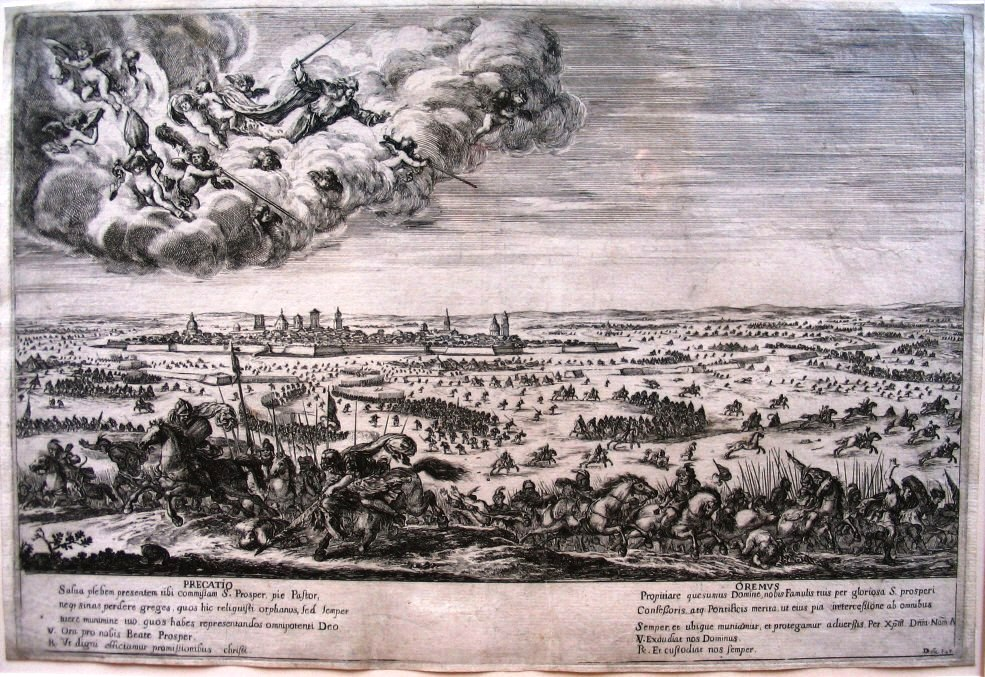
San Prospero libera Reggio (1652)

Nato da una famiglia di pittori, scultori ed orafi e rimasto precocemente orfano del padre scultore, si dedica dapprima all'arte orafa alla scuola di Giovanni Benedetto Castiglione e di Gasparo Mola, indirizzando poi la sua attenzione al disegno e all'incisione.
Presto inizia a disegnare figure e a copiare le acqueforti di Jacques Callot, che ispirano le sue opere giovanili. 
Sotto la protezione dei Medici, in particolare di Don Lorenzo, figlio cadetto del granduca Ferdinando I, Della Bella ha l'opportunità di compiere viaggi di studio a Roma, dove soggiorna dal 1633 al '36; a Roma incontra incisori francesi ed editori di stampe come Israël Henriet e François Langlois, che influiscono non poco sulla sua decisione di trasferirsi a Parigi nel 1639, quattro anni dopo la morte del Callot. 
A Parigi raggiunge ben presto, grazie alle incisioni commissionate dal cardinale Richelieu, il successo anche mondano; frequenta cortigiani, artisti di teatro e letterati, pur rifiutando onori troppo oppressivi. È l'epoca della Guerra dei Trent'Anni, di cui documenta alcuni episodi, come l'Assedio di Arras.
Fra il 1644 e il 1645 intraprende un viaggio per mare lungo le coste tirreniche e ioniche fino all'Egitto, ed è testimone dello scontro navale fra le galere dell'Ordine di Malta e della flotta turca davanti a Rodi il 28 settembre 1644.
Nel 1646-47 si reca in Olanda imbarcandosi a Calais, che raffigura in alcuni suoi fogli; sosta ad Amsterdam, Anversa e Dordrecht. Si ipotizza un incontro, peraltro non documentato, con Rembrandt, del quale Stefano della Bella possedeva diverse incisioni. 

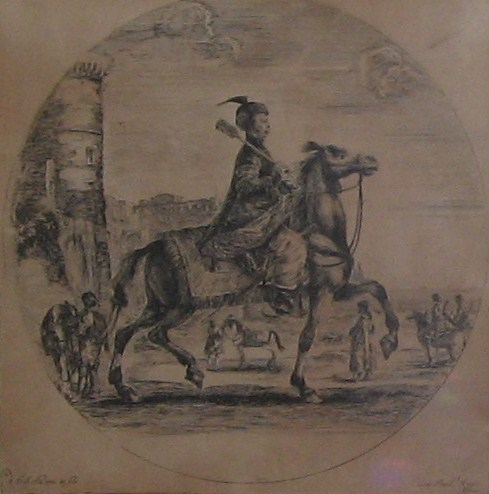
Stefano Della Bella, Cavaliere polacco con la mazza, 1651

Il suo amore per la natura si manifesta in freschi quadretti: le incisioni di animali, i paesaggi rivelano uno stile vivace e pieno di fantasia, ormai autonomo dall'ispiratore Callot. Anche la figura umana viene studiata; fioriscono nuovi temi: le mappe topografiche, i capricci, ossia scene di carattere, la decorazione (fregi ed ornamenti), i soggetti militari.
Rientrato a Firenze nel 1650, riprende ad operare sotto la protezione della corte dei Medici, lavorando per i suoi mecenati; esegue frontespizi, illustrazioni di feste e vedute che esaltano gli splendori medicei. Nel 1656 diviene membro dell'Accademia degli Apatisti. Si reca più volte a Roma, dove nascono alcune vedute di rovine dell'antichità; nel contempo continua ad inviare lastre incise e fogli ai suoi editori parigini.
Stefano Della Bella ci ha lasciato oltre mille incisioni.